# Pozderčići
Pozderčići (cyr. Поздерчићи) – wieś w Bośni i Hercegowinie, w Republice Serbskiej, w gminie Višegrad. W 2013 roku liczyła 35 mieszkańców.